# Нозьма (приток Пезы)
Нозьма — река в России, протекает в Парфеньевском районе Костромской области. Устье реки находится в 14 км по правому берегу реки Пеза. Длина реки составляет 26 км, площадь водосборного бассейна 141 км².
Река начинается у деревни Тчаниково в 8 км к северо-западу от посёлка и станции Николо-Полома. Река течёт на восток, в верхнем течении протекает деревни Бараново, Иконново, Задорино, Холм, Нозьма, Бердуново. В нижнем течении не населена. Крупнейший приток — Якшиш (левый). Впадает в Пезу 3 км к западу от посёлка и станции Номжа.

## Данные водного реестра
По данным государственного водного реестра России относится к Верхневолжскому бассейновому округу, водохозяйственный участок реки — Волга от города Кострома до Горьковского гидроузла (Горьковское водохранилище), без реки Унжа, речной подбассейн реки — Волга ниже Рыбинского водохранилища до впадения Оки. Речной бассейн реки — (Верхняя) Волга до Куйбышевского водохранилища (без бассейна Оки).
По данным геоинформационной системы водохозяйственного районирования территории РФ, подготовленной Федеральным агентством водных ресурсов:
- Код водного объекта в государственном водном реестре — 08010300412110000014183;
- Код по гидрологической изученности (ГИ) — 110001418;
- Код бассейна — 08.01.03.004;
- Номер тома по ГИ — 10;
- Выпуск по ГИ — 0.